# Ángel Quiñónez Guerrero
Ángel Quiñónez Guerrero (n. Guayaquil, Ecuador; 4 de septiembre de 1996), también conocido como Angelo Quiñónez, es un futbolista ecuatoriano. Juega de delantero y su equipo actual es Libertad Fútbol Club de la Serie A de Ecuador.

## Trayectoria
Empezó su carrera futbolística en las formativas del equipo guayaquileño de Barcelona Sporting Club en el año 2015, en esa temporada fue promovido al equipo filial de Barcelona, Toreros Fútbol Club, que disputaba en esa temporada la Segunda Categoría de Ecuador, con dicho equipo en la campaña 2016 debutaría en el fútbol profesional ecuatoriano.

### Barcelona SC
Para 2017 fue promovido al primer equipo de Barcelona, en ese entonces dirigido por Guillermo Almada, su debut en la Serie A de Ecuador se dio el 13 de agosto de 2017 en el partido válido por la fecha 5 de la segunda etapa ante Clan Juvenil, el resultado final fue favorable para el equipo torero por 0-2.
En la temporada 2019 anotó su primer gol con la camiseta canaria, fue en la LigaPro Banco Pichincha de ese año en la primera fecha del torneo ante el Club Deportivo El Nacional, marcó el quinto gol en la victoria de Barcelona por 5-2. Ese mismo año tuvo su debut internacional en el partido de Copa Libertadores frente a Defensor Sporting de Uruguay.
En la segunda mitad de 2020 es cedido a préstamo al Deportivo Cuenca que disputó la Serie A 2020. Para 2021 es de nuevo cedido a préstamo, esta vez al Guayaquil City de la máxima categoría del fútbol ecuatoriano, con el equipo ciudadano también fue parte de la Copa Sudamericana.
En febrero de 2023 fue oficializado por parte de El Nacional, equipo ascendido a la Serie A en la temporada 2023.Cumplió una temporada regular, logrando anotar 5 goles en 17 partidos.
A inicios del 2024 fichó por Adt de Tarma de la Liga 1 Perú. En lo individual tuvo un mal paso, logrando anotar solo 2 goles, sin embargo, en lo colectivo logró clasificar a la Copa Sudamericana 2025.

## Estadísticas

### Clubes
Actualizado al último partido disputado el 3 de agosto de 2025.
| Club                       | Div.          | Temporada     | Liga  | Liga  | Copas nacionales | Copas nacionales | Copas internacionales | Copas internacionales | Total | Total |
| Club                       | Div.          | Temporada     | Part. | Goles | Part.            | Goles            | Part.                 | Goles                 | Part. | Goles |
| -------------------------- | ------------- | ------------- | ----- | ----- | ---------------- | ---------------- | --------------------- | --------------------- | ----- | ----- |
| Toreros F. C. · Ecuador    | 3.ª           | 2015          | 8     | 0     | Inexistentes     | Inexistentes     | Inexistentes          | Inexistentes          | 8     | 0     |
| Toreros F. C. · Ecuador    | 3.ª           | 2016          | 18    | 0     | Inexistentes     | Inexistentes     | Inexistentes          | Inexistentes          | 18    | 0     |
| Toreros F. C. · Ecuador    | Total club    | Total club    | 26    | 0     | 0                | 0                | 0                     | 0                     | 26    | 0     |
| Barcelona S. C. · Ecuador  | 1.ª           | 2017          | 4     | 0     | Inexistentes     | Inexistentes     | 0                     | 0                     | 4     | 0     |
| Barcelona S. C. · Ecuador  | 1.ª           | 2018          | 1     | 0     | Inexistentes     | Inexistentes     | 0                     | 0                     | 1     | 0     |
| Barcelona S. C. · Ecuador  | 1.ª           | 2019          | 22    | 3     | 7                | 0                | 1                     | 0                     | 30    | 3     |
| Barcelona S. C. · Ecuador  | 1.ª           | 2020          | 2     | 0     | —                | —                | 2                     | 0                     | 4     | 0     |
| Barcelona S. C. · Ecuador  | Total club    | Total club    | 29    | 3     | 7                | 0                | 3                     | 0                     | 39    | 3     |
| Deportivo Cuenca · Ecuador | 1.ª           | 2020          | 16    | 3     | Inexistentes     | Inexistentes     | Inexistentes          | Inexistentes          | 16    | 3     |
| Deportivo Cuenca · Ecuador | Total club    | Total club    | 16    | 3     | 0                | 0                | 0                     | 0                     | 16    | 3     |
| Guayaquil City · Ecuador   | 1.ª           | 2021          | 29    | 4     | 0                | 0                | 2                     | 0                     | 31    | 4     |
| Guayaquil City · Ecuador   | 1.ª           | 2022          | 27    | 4     | 1                | 0                | —                     | —                     | 28    | 4     |
| Guayaquil City · Ecuador   | Total club    | Total club    | 56    | 8     | 1                | 0                | 2                     | 0                     | 59    | 8     |
| El Nacional · Ecuador      | 1.ª           | 2023          | 17    | 5     | —                | —                | 0                     | 0                     | 17    | 5     |
| El Nacional · Ecuador      | Total club    | Total club    | 17    | 5     | 0                | 0                | 0                     | 0                     | 17    | 5     |
| ADT · Perú                 | 1.ª           | 2024          | 23    | 2     | —                | —                | 1                     | 0                     | 24    | 2     |
| ADT · Perú                 | Total club    | Total club    | 23    | 2     | 0                | 0                | 1                     | 0                     | 24    | 2     |
| Libertad F. C. · Ecuador   | 1.ª           | 2025          | 18    | 1     | 1                | 0                | —                     | —                     | 19    | 1     |
| Libertad F. C. · Ecuador   | Total club    | Total club    | 18    | 1     | 1                | 0                | 0                     | 0                     | 19    | 1     |
| Total carrera              | Total carrera | Total carrera | 185   | 22    | 9                | 0                | 6                     | 0                     | 200   | 22    |
| 1. 2.                      |               |               |       |       |                  |                  |                       |                       |       |       |

## Palmarés

### Campeonatos provinciales
| Título                       | Club          | País    | Año  |
| ---------------------------- | ------------- | ------- | ---- |
| Segunda Categoría del Guayas | Toreros F. C. | Ecuador | 2016 |